# أعور (شيطان)
أعور هو أحد أبناء إبليس الخمسة، وهو شيطان يشجع على الفجور، وهو المكلف بالزنا، يأمر به ويزينه. ويقال أن له أربعة إخوة: دَاسِم، ومِسْوَط، وثَبر، وزَلَنْبُور. وكل واحد منهم مرتبط بوظيفة نفسية شريرة أخرى، يحاولون تشجيعها لمنع الإنسان من التطور الروحي.